# Lobitella apoda
Lobitella apoda är en kräftdjursart som beskrevs av Albert Monard 1934. Lobitella apoda ingår i släktet Lobitella och familjen Laophontidae. Inga underarter finns listade i Catalogue of Life.